# Лепёхинка (Воронежская область)
Лепёхинка — посёлок в Новохопёрском районе Воронежской области России. Входит в состав Терновского сельского поселения.

## Население
| 2005 | 2010 |
| ---- | ---- |
| 91   | ↘74  |

## Уличная сеть
- ул. Горная,
- ул. Дорожная,
- ул. Речная.

## Инфраструктура
Поселок газифицирован и в нём находится пункт газораспределительный шкафной (ГРПШ).